# Superammasso del Bulino
Il Superammasso del Bulino (SCl 059) è un superammasso di galassie situato nella costellazione del Bulino alla distanza di 298 milioni di parsec dalla Terra (circa 970 milioni di anni luce).
È formato dagli ammassi di galassie Abell 3253, Abell 3265, Abell 3268, Abell 3269, Abell 3273, Abell 3275, Abell 3280, Abell 3285, Abell 3289, Abell 3295, Abell 3297, Abell 3307 e Abell 3325.